# Andreas Hansen
Andreas Falkvard Hansen (ur. 18 listopada 1966) – farerski piłkarz występujący na pozycji obrońcy, 4-krotny reprezentant Wysp Owczych.

## Kariera klubowa
Wychowanek klubu HB Tórshavn, z którym związany był przez całą karierę zawodniczą (1987-1998). W barwach tego zespołu rozegrał 87 spotkań w Effodeildin i wywalczył dwukrotnie Puchar Wysp Owczych w latach 1987 oraz 1995.

## Kariera reprezentacyjna
11 października 1995 roku zadebiutował w reprezentacji Wysp Owczych prowadzonej przez Allana Simonsena w wygranym 3:1 meczu przeciwko San Marino w ramach eliminacji EURO 1996. Ogółem w latach 1995-1996 rozegrał on w drużynie narodowej 4 mecze, nie zdobył żadnej bramki.

## Sukcesy
HB Tórshavn
- Puchar Wysp Owczych (1987, 1995)